# Hermann August Hagen
Hermann August Hagen (Königsberg, 30 de mayo de 1817 – Cambridge, 9 de noviembre de 1893) fue un entomólogo alemán especializado en insectos neurópteros y odonatos. Cuando ya estaba establecido como uno de los entomólogos preeminentes de Europa en 1867, aceptó un puesto en la Universidad de Harvard como curador en el Museo de Anatomía Comparada. En 1870 se convirtió en el primer entomólogo en los Estados Unidos en llevar el título oficial de profesor de Entomología.

## Biografía
Nació el 30 de mayo de 1817 en Königsberg (en la actualidad Kaliningrado), en Prusia Oriental (ahora en Rusia). Era hijo de Anna Linck y del jurista Carl Heinrich Hagen; su padre fue consejero gubernamental y profesor de Ciencias Políticas en la Universidad de Königsberg y su abuelo, Karl Gottfried Hagen, fue catedrático de Química, Física e Historia natural en la misma institución.
En 1836 finalizó su educación media e inició sus estudios de Medicina en la Universidad de Königsberg. Durante esa etapa estuvo muy influido por su profesor de Zoología, Martin Heinrich Rathke, con quien visitó importantes bibliotecas y colecciones entomológicas en Noruega, Suecia, Dinamarca y Alemania. En 1839 publicó su primer artículo científico, List of the Dragonflies of East Prussia (Lista de las libélulas de Prusia Oriental). En 1840 recibió el título de médico después de haber presentado su tesis acerca de las especies de libélulas europeas (Synonymia Libellularum Europaearum). Luego integró la Zoología, con estancias de estudio en Berlín, Viena y París. En 1843 regresó a Königsberg, donde trabajó como asistente en un hospital quirúrgico y como médico generalista.
A pesar de la gran carga de trabajo en el hospital continuó sus estudios entomológicos. Publicó varios artículos científicos sobre libélulas como resultado de su estrecha colaboración con el naturalista belga Edmond de Sélys Longchamps; ambos continuaron trabajando en colaboración incluso después de que Hagen emigrara a Estados Unidos. Entre 1855 y 1860 publicó Monographie der Termiten, un trabajo de investigación exhaustivo sobre el infraorden Isoptera y sus principales familias: Termopsidae, Hodotermitidae, Kalotermitidae y Termitidae.
En 1856 conoció al entomólogo ruso Karl Robert Osten-Sacken, quien lo convenció de hacer un estudio sobre neurópteros de América del Norte y le envió grandes colecciones de material, incluyendo insectos que había colectado en el oeste americano. En 1861 Hagen publicó el resultado en Synopsis of the Neuroptera of North America. 
Además de su trabajo en neurópteros vivos, realizó estudios importantes y pioneros sobre los extintos, especialmente las especies europeas mesozoicas que se encontraron atrapadas en ámbar. Uno de sus mejores trabajos conocidos es Bibliotheca Entomologica, publicado en dos volúmenes en 1862 y 1863, un intento de enumeración de todas las publicaciones sobre entomología hasta 1862. Durante muchos años después de la publicación se consideró una de las bibliografías científicas más precisas y completas disponibles.
Aun con una ocupada práctica médica y un completo programa de estudios científicos, encontró tiempo para servir como miembro de la junta escolar y como vicepresidente del Concejo de la ciudad de Königsberg desde 1863 hasta 1867. Mientras realizaba estas tareas cívicas, el naturalista suizo Louis Agassiz, animado por Osten-Sacken, lo invitó a ir a Cambridge (Massachusetts) como asistente en entomología en el Museo de Anatomía Comparada de la Universidad de Harvard. Hagen aceptó y en 1867 emigró a Estados Unidos. En Cambridge se convirtió en curador de las colecciones entomológicas del museo y en 1870 fue nombrado profesor de Entomología, convirtiéndose en la primera persona en Estados Unidos en tener ese título.
Hagen se acercó a sus nuevas responsabilidades con gran energía. Bajo su dirección, toda la colección entomológica fue reorganizada, limpiada y almacenada en cajas y gabinetes nuevos. El museo revitalizado atrajo nuevas colecciones significativas donadas por algunos de los principales entomólogos de Estados Unidos. También se le atribuye haber revertido el flujo tradicional de colecciones de insectos de América a Europa. En 1877, por ejemplo, la colección de Hermann Loew de dípteros americanos que se encontraba en Berlín fue repatriada a Cambridge.
Fue también un influyente profesor en Harvard. Muchos de sus alumnos se convirtieron en notables entomólogos, entre ellos, John Henry Comstock, Albert John Cook, Herbert Osborn, Henry Guernsey Hubbard, y Charles William Woodworth.
Rara vez realizaba viajes de campo, generalmente limitaba sus viajes a museos, bibliotecas y universidades. Sin embargo, en 1882 participó en un reconocimiento de plagas de insectos a lo largo del Ferrocarril del Pacífico Norte, viajando a través de Montana, California, Oregón y Washington.
Fue miembro de varias sociedades científicas incluidas la Academia Estadounidense de las Artes y las Ciencias, la American Philosophical Society y la American Entomological Society. En 1863 recibió el título honorario de Ph.D. de la Universidad de Königsberg.

## Artículos científicos
Hagen escribió más de cuatrocientos artículos, entre ellos:
- Revue des odonates ou Libellules d'Europa. Mémoires de la Société Royale des Ciencias de Liége 6:1-408 (1850).
- Monographie der Termiten (1855-1860). Con Edmond de Sélys Longchamps.
- Synopsis of North American Neuroptera (1861). Este trabajo fue escrito por petición del Instituto Smithsoniano. Algunos de los términos utilizados por Hagen no fueron bien explicados en este trabajo. Esto fue corregido por el entomólogo irlandés Alexander Henry Haliday en 1857 en “Explanation of terms used by Dr Hagen in his synopsis of the British Dragon-flies”. Entomologists' Annual 164-15, Fig.
- Bibliotheca Entomologica (1862-1863). Este trabajo, enumerando toda la literatura entomológica hasta 1862, se encontraba en todas las principales bibliotecas entomológicas. Era la “biblia entomológica”.
- Die Neuroptera der Insel Cuba.

## Abreviatura (zoología)
La abreviatura Hagen  se emplea para indicar a Hermann August Hagen como autoridad en la descripción y taxonomía en zoología.